# Kiluun-Shiy
Kiluun-Shiy (ou Shiy) est une localité du Cameroun située dans la Région du Nord-Ouest, le département du Bui et la commune de Jakiri.

## Population
En 1969, Shiy comptait 1 480 habitants.
Lors du recensement national de 2005, on a dénombré 1 237 personnes à Kiluun-Shiy.
En 2012, la population de Shiy est estimée à 2 300 habitants.